# Vlastimil Beránek
Vlastimil Beránek (* 3. července 1960, Nové Město na Moravě) je český sklářský umělec specializovaný na velké kusové plastiky z odlévaného skla. Pracuje v ateliéru ve Stržanově, části Žďáru nad Sázavou, a také v novém ateliéru společnosti Crystal Caviar ve Šluknově. Je členem Klubu výtvarných umělců Horácka. Zabývá se též designérskou a fotografickou tvorbou na špičkové umělecké úrovni.

## Život
V letech 1975–1979 absolvoval v Brně Střední uměleckoprůmyslovou školu. V letech 1983–1989 studoval v Praze na Vysoké škole uměleckoprůmyslové v ateliéru Stanislava Libenského.

## Sklářská huť
Je představitelem třetí sklářské generace v rodině Beránků, která vytvářela tradici českého sklářství ve 40. letech 20. století a založila sklářskou huť ve Škrdlovicích. Sklárnu sám v letech 1992–2008 vedl.
V roce 2004 huť zaměstnávala 65 sklářů, měla roční tržby kolem 20 milionů Kč a v sortimentu 1200 výrobků, s podnikem spolupracovalo 40 českých výtvarníků. Odběratele měla zejména v Praze, ale také ve dvou desítkách zemí v Evropě, Asii i Americe. Na přelomu 20. a 21. století kvůli desetinásobně levnější čínské konkurenci přišla o produkci skleněných květin, kterých dříve vyráběla i 40 tisíc ročně a velkou část vyvážela do jihovýchodní Asie, ale zachovala si pozici v tradiční výrobě talířů, váz nebo unikátních kusů podle návrhů českých výtvarníků. Vzhledem k tomu, že se v huti pracuje s velmi těžkými kusy skla, výroba lehkých květin byla výhodná ke konci směny a navíc se při ní dalo využít i méně kvalitní sklo. Konkurence vítězí i na poli skleněných těžítek, kterých se však ve Škrdlovicích nikdy nevyrábělo mnoho.

## Plastiky
Jeho specializací jsou velké skleněné plastiky odlévané do formy technikou tavené plastiky. Modeluje monumentální objekty elementárních tvarů, které díky průsvitnosti skla získávají další rozměr.

## Fotografie
Na jeho ateliérových fotografiích postavy žen často s výraznými futuristickými oděvními doplňky vytvářejí dojem bytostí přicházejících z jiných vesmírů, v oproštění od reálných souvislostí každodennosti. Autor fotografuje také své monumentální skleněné plastiky.

## Stálé kolekce
- Henry Ford Museum of American Innovation Dearborn, Michigan, USA
- Imagine Museum Florida, USA
- World Expo Museum, Spojené arabské emiráty
- MAMBO, Museo de Arte Moderno de Bogotá, Kolumbie
- Basilica Cistern, Istanbul, Turecko
- Muzeum skla, Liberec
- Galerie Crystal Caviar, Šluknov
- Cafesjianovo muzeum umění, Jerevan, Arménie
- Galerie Prager Kabinett, Salcburk, Rakousko
- Galerie Jean-Claude Chapelotte, Lucemburk, Lucembursko

## Výstavy
- 2001 putovní výstava Profesor Libeňský a jeho škola: Salcburk, Štrasburk, Hongkong, Tchaj-wan, New York.
- 2007 Abu Dhabi Yacht show, Abu Dhabi, Spojené arabské emiráty
- 2008 Index exhibition, Dubaj, Spojené arabské emiráty
- 2009 Connections, Praha
- 2013 Monaco Yacht Show, Monako
- 2014 Gate Mall art gallery exhibition, Doha, Katar
- 2014 Sea fair yacht exhibition, Art Basel, Miami, USA
- 2016 Superyacht Design week, Londýn, Spojené království
- 2016 Monaco Yacht show, Monako
- 2017 Dubai International Boat Show, Dubaj, Spojené arabské emiráty
- 2017 Protect the fragility - first Bohemian crystal sculptures underwater exhibition, Punta Negra, Mallorca
- 2017 Timeless Gallery, Marbella, Španělsko
- 2017 Gallery New Form, Trelleborg, Švédsko
- 2017 GX Gallery, Londýn, Spojené království
- 2018 Dubai International Boat Show, Dubaj, Spojené arabské emiráty
- 2018 Toyama International Glass Exhibition 2018, Glass Art Museum, Toyama, Japonsko
- 2018 Monaco Yacht Show, Monako
- 2018 Homo Faber - Crafting more human nature, Fondazione Giorgio Cini, Benátky, Itálie
- 2018 Sklo - Rubikon group, Západočeské muzeum v Plzni, Plzeň, Česká republika
- 2020 Miro Gallery, Praha, Česká republika
- 2021 Op Art / Glass, Imagine Museum, Florida, USA
- 2021 Czech pavilion, Expo 2020, Dubaj, Spojené arabské emiráty
- 2022 ExpoFlashback, Gallery Kroupa, Praha, Česká republika
- 2023 Jetex Private Aircraft Terminal, Al Maktoum International Airport, Spojené arabské emiráty
- 2023 Native Visions Galleries - Fort Lauderdale, Florida, USA
- 2023 Stanislav Libenský Award 2023, Pražský hrad,  Praha, Česká republika
- 2023 Etihad Museum Dubai, Dubaj, Spojené arabské emiráty
- 2023 House of Synergy Servientrega, Bogota, Kolumbie
- 2023 Art In Gallery, Vídeň, Rakousko
- 2023 Czernin Place, Ministry of Foreign Affairs, Praha, Česká republika
- 2024 Muzeum „DEPO“, Plzeň, Česká republika
- 2024 Galerie Kroupa, Woman the Muse, Litomyšl, Česká republika
- 2024 Cistern Istanbul, Istanbul, Turecko
- 2024 Václav Havel International airport Prague, Praha, Česká republika